# رود هی
رود هی (به لاتین: Hii River) یک رود در ژاپن است که در استان شیمانه واقع شده‌است.